# Soissonska vaza
.
Soissonska vaza (franc. Vase de Soissons) je bio polulegendarni keramički predmet koji se u kasnoantičkom gradu Soissonsu (u današnjoj sjevernoj Francuskoj) čuvao kao velika dragocjenost u lokalnoj crkvi. Prema navodima galorimskog povjesničara sv. Grgura iz Toursa godine 486. su je nakon bitke kod Soissonsa i zauzimanja grada oteli Franci pod kraljem Klodvigom I. zajedno s nizom drugih svetih posuda i relikvija. Nakon toga je Remigije, biskup Rheimsa, poslao glasnike Klodvigu i zamolio ga da, ako već ne može vratiti druge otete dragocjenosti, barem vrati vazu. Klodvig je pristao, ali se s time nije složio jedan njegov vojnik te je sjekirom razbio vazu. Godinu dana kasnije je Klodvig tog istog vojnika kaznio tako što ga je ubio sjekirom, rekavši mu prethodno "da će mu učiniti isto što je on učinio vazi".